# 紮鐵

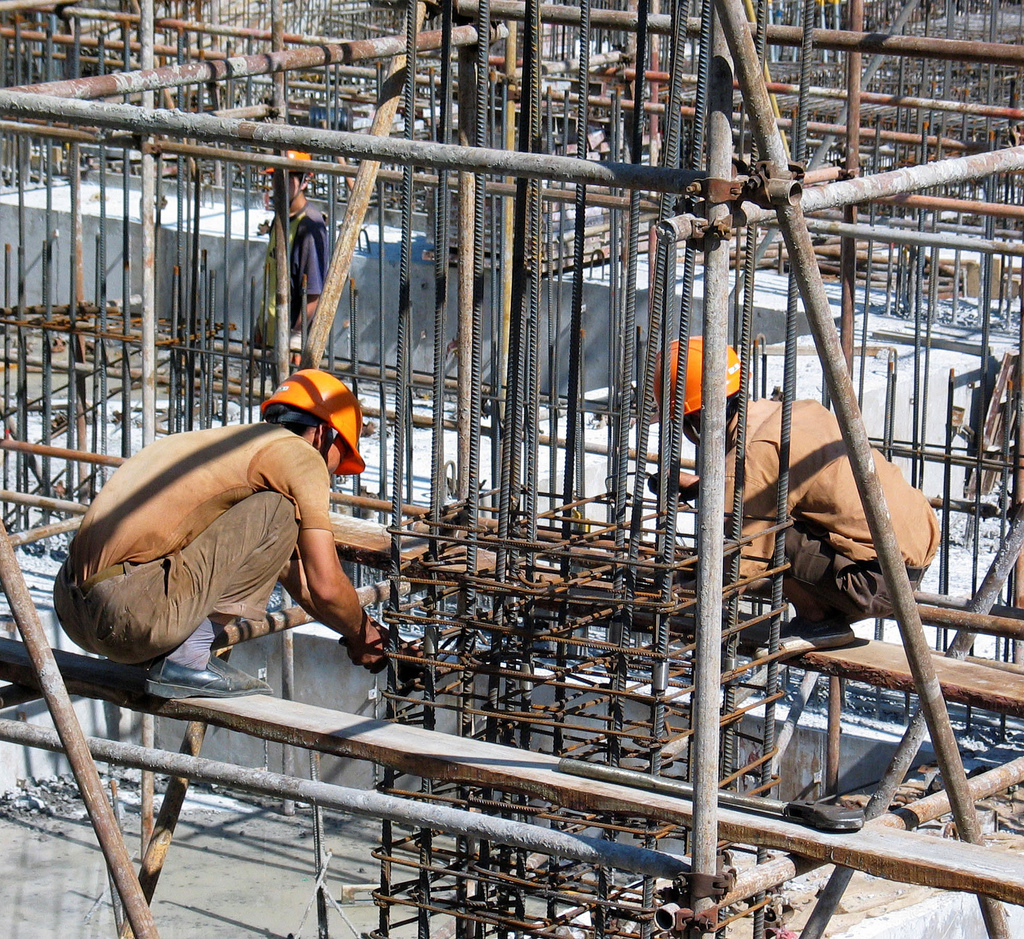
扎鐵工人

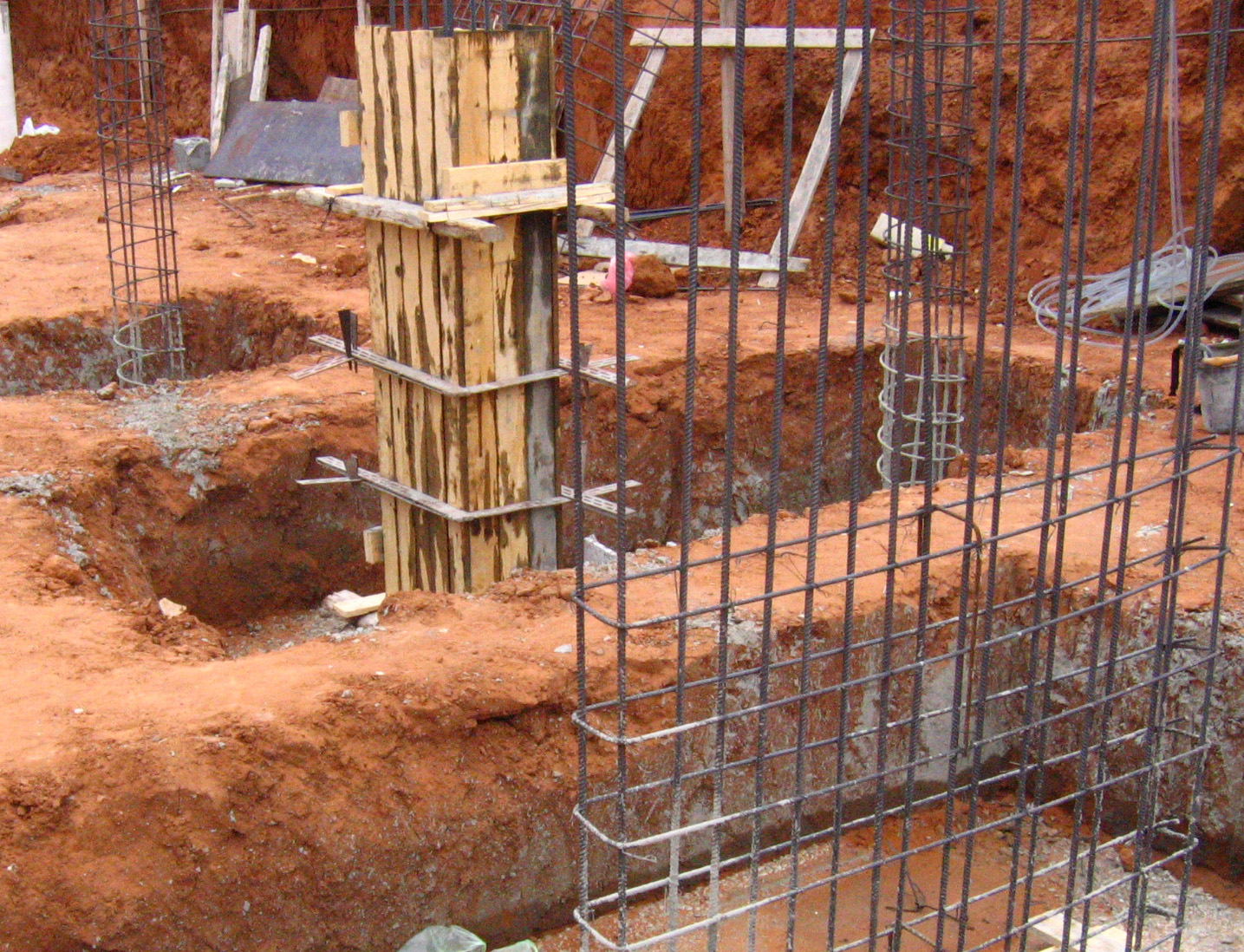
紮鐵

紮鐵（英語：Reinforcement Fixing），建造業議會稱紮鐵工人為鋼筋屈紮工，是土木工程的一個專項工序，工作內容是在待建的建築物之混凝土牆內，先建一個由鋼筋及鐵線紮成的架（粵語俗稱「花籠」），給予這些建築物重力牆有更強的承重能力。
建築工地裡危機四伏，同時需要操作機械屈曲及剪斷鋼筋，而且屈紮鋼筋極須用力，因此此工種為工地裡比較吃苦的工種，體弱者會有中暑等工業意外的風險。紮鐵工人（粵語又俗稱為「扎鐵佬」）不但要身體強健，更要抵受日曬雨淋。在夏天猛烈的陽光之下，鐵枝是赤熱的，工人之苦可見一斑。
紮鐵後的工序是「釘木板」及「下混凝土」。

## 外部連結
- 2007年香港紮鐵工人大罷工
- 香港紮鐵工人同盟會 （页面存档备份，存于）